# Supplementary Convention on the Abolition of Slavery
Supplementary Convention on the Abolition of Slavery (Supplementary Convention on the Abolition of Slavery, the Slave Trade, and Institutions and Practices Similar to Slavery) är ett internationellt traktat initierat av FN, signerat 1956. Traktatet följde på 1926 Slavery Convention, vars syfte var att bekräfta och fullfölja totalförbudet mot alla former av slaveri och slavhandel. 
ACE:s sammanställning av globalt slaveri hade lagt grunden för FN:s fortsatta arbete mot slaveri. 
NF:s arbete mot slaveri togs upp under ledning av Greenidge från Anti-Slavery Society efter tre års lobbande då FN skapade FN:s Ad hoc committee on Slavery 1950-1951, som sammanställdes 1949, invigdes vid Lake Success i februari 1950    och lämnade in sin rapport till ECOSOC; denna publicerades 1953, vilken under ledning av Greenidge ledde till skrivandet av en konvention 1954, som sedan infördes som Supplementary Convention on the Abolition of Slavery 1956.
Traktatet gäller fortfarande och är FN:s efterträdare till dess föregångare NF:s tidigare traktat, bland dem Konventionen angående tvångs- eller obligatoriskt arbete. Den förbjuder slaveri, slavhandel, tvångsarbete, skuldslaveri, livegenskap, barnäktenskap, tvångsäktenskap och barnarbete. 